# Portaal (informatica)

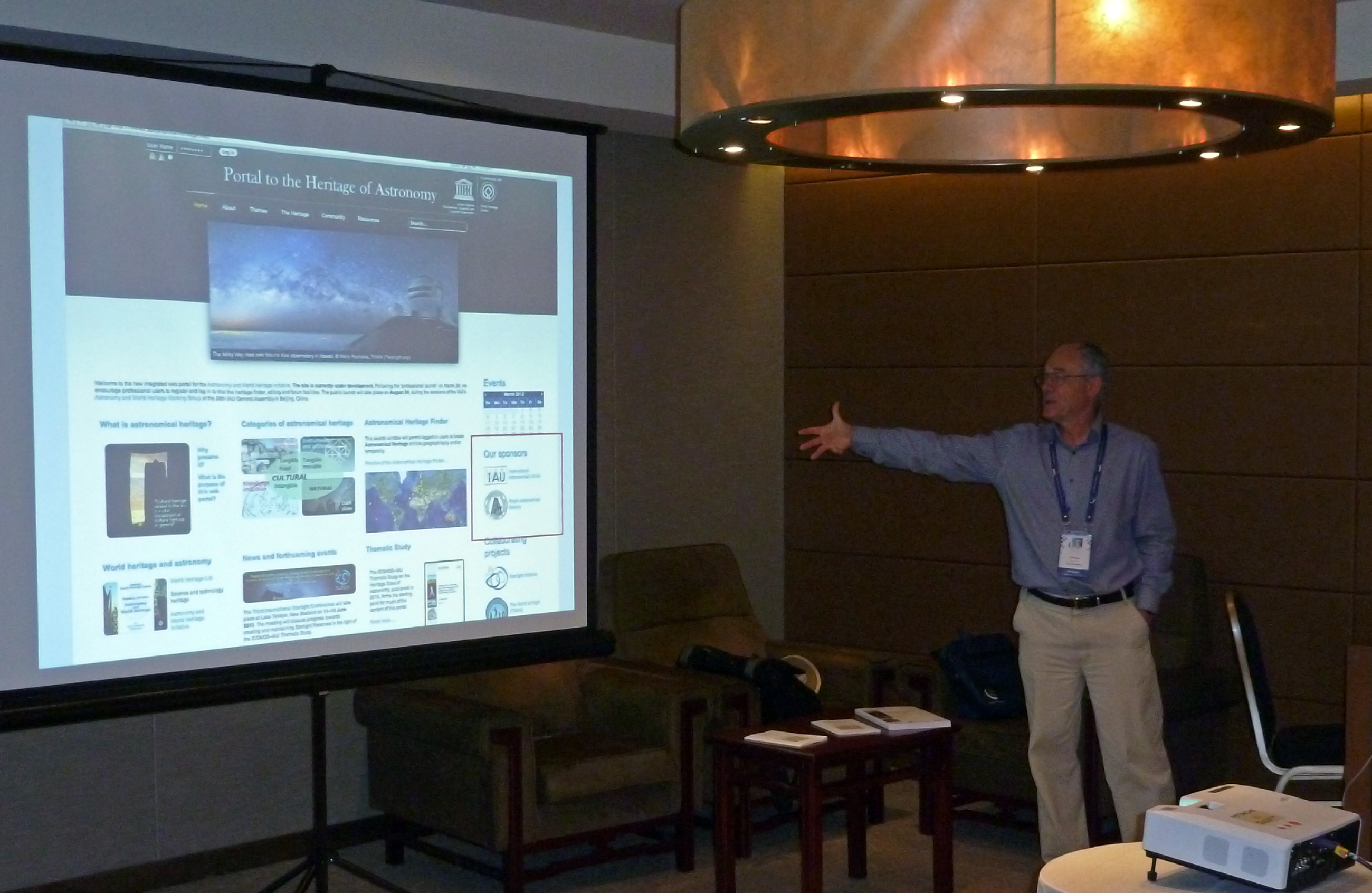
Het UNESCO–IAU portaal (24 augustus 2012).

Een portaal is een webpagina die uit diverse bronnen geselecteerde informatie biedt en/of toegang geeft tot verschillende informatiebronnen en/of services (apps). Een (openbaar) portaal op internet doet dienst als "toegangspoort" tot een reeks andere websites, die over hetzelfde onderwerp gaan; soms dus synoniem van start- of hoofdpagina, maar meestal ook als vertrekpunt en overzichtstabel voor verdere navigatie binnen een onderwerp.
De Engelse naam, die ook veel in Nederlandse teksten gebruikt wordt, is portal.
Een portaal op het interne netwerk van een bedrijf kan informatie en digitale middelen aanbieden afgestemd op een medewerker en zijn taken: een gepersonaliseerd medewerkersportaal. Een algemeen bedrijfsportaal en een gemeenschapsportaal bieden een startpagina met nuttige links en informatie voor de medewerkers van het bedrijf of de leden van de gemeenschap.

## Achtergrond
Veeleer dan te proberen een eenduidige en algemeen geldige definitie te geven, volgen hierna enkele veel gebruikte definities of pogingen tot definitie.
- Een webtoepassing die via een eenvormige gebruikersinterface toegang geeft tot een gevarieerd aanbod aan informatiebronnen.

- Meer dan een webpagina met links naar andere toepassingen.

- De universele, verpersoonlijkte toegang tot elke toepassing of informatiebron.

- Beveiligde en verpersoonlijkte toegang tot inhoud en toepassingen.

In de praktijk komt het erop neer dat een bezoeker gericht informatie wil vinden over een bepaald onderwerp, en het zoeken via een zoekmachine als google een te breed scala aan websites terug geeft.

## Functies
Alhoewel dus afwijkende definities gehanteerd kunnen worden, wordt algemeen aangenomen dat een portaalsite in grote mate over volgende functies moet kunnen beschikken:
- Authenticiteit bevestigen
- Verpersoonlijkbaar zijn (personalisatie)
- Inhoud beheren
- Toegang verlenen tot toepassingen
- Groeperen en integreren
- Zoeken en catalogiseren
- Samenwerken bevorderen
- Meertaligheid
- Distribueerbaar via diverse kanalen